# Mars 7
Denna artikel handlar om den sovjetiska marssonden och ska inte förväxlas med datumet 7 mars.
Mars 7 var en sovjetisk mars landare som sköts upp den 9 augusti 1973, med en Proton K/D raket, för att utforska planeten Mars. Rymdsonden missade Mars med 1300 kilometer och fortsatte in i omloppsbana runt Solen.

### Fotnoter
1. ↑  ”NASA Space Science Data Coordinated Archive” (på engelska). NASA. https://nssdc.gsfc.nasa.gov/nmc/spacecraft/display.action?id=1973-053A. Läst 27 mars 2020.